# 道の駅摩周温泉

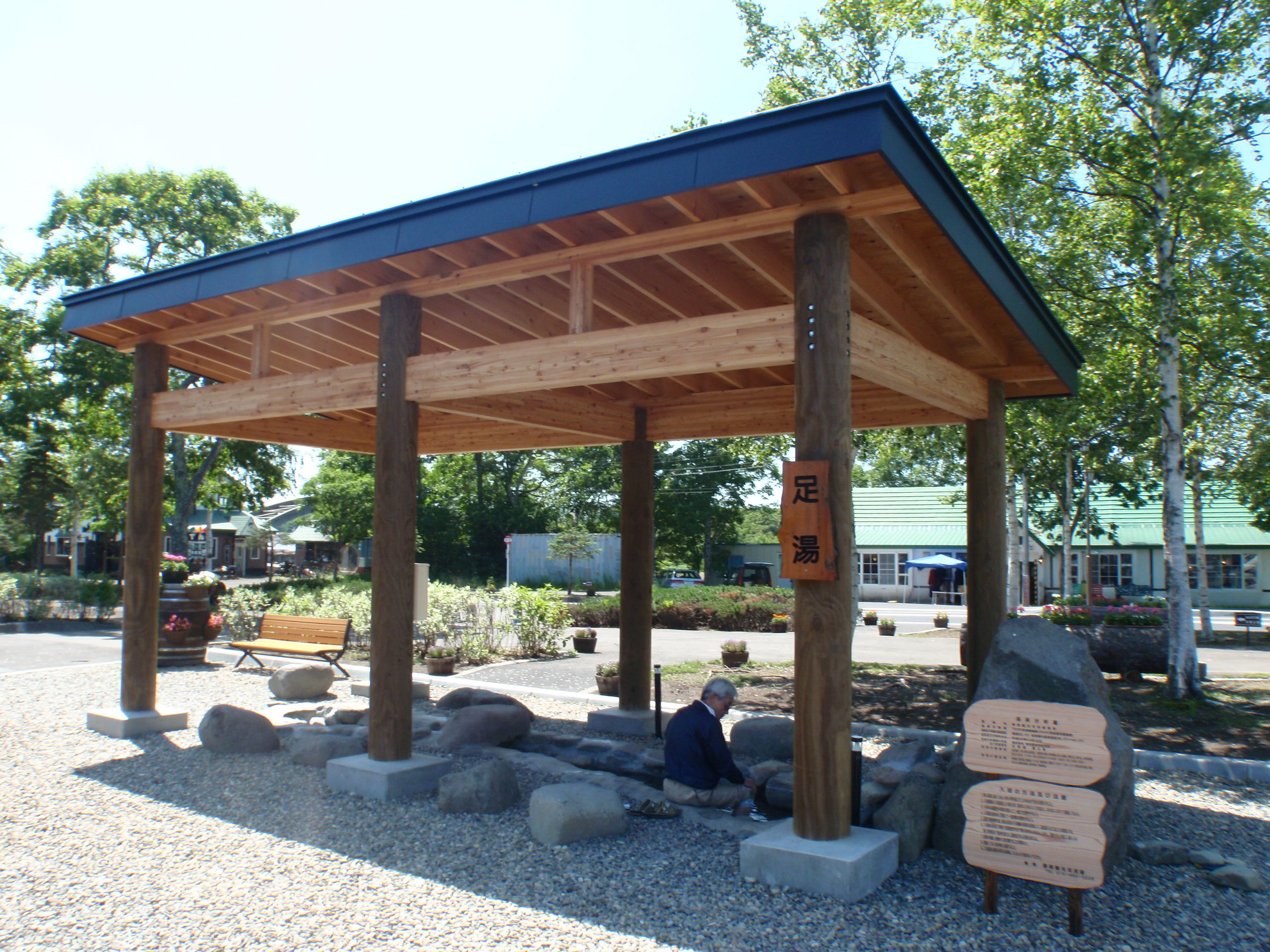
無料足湯施設

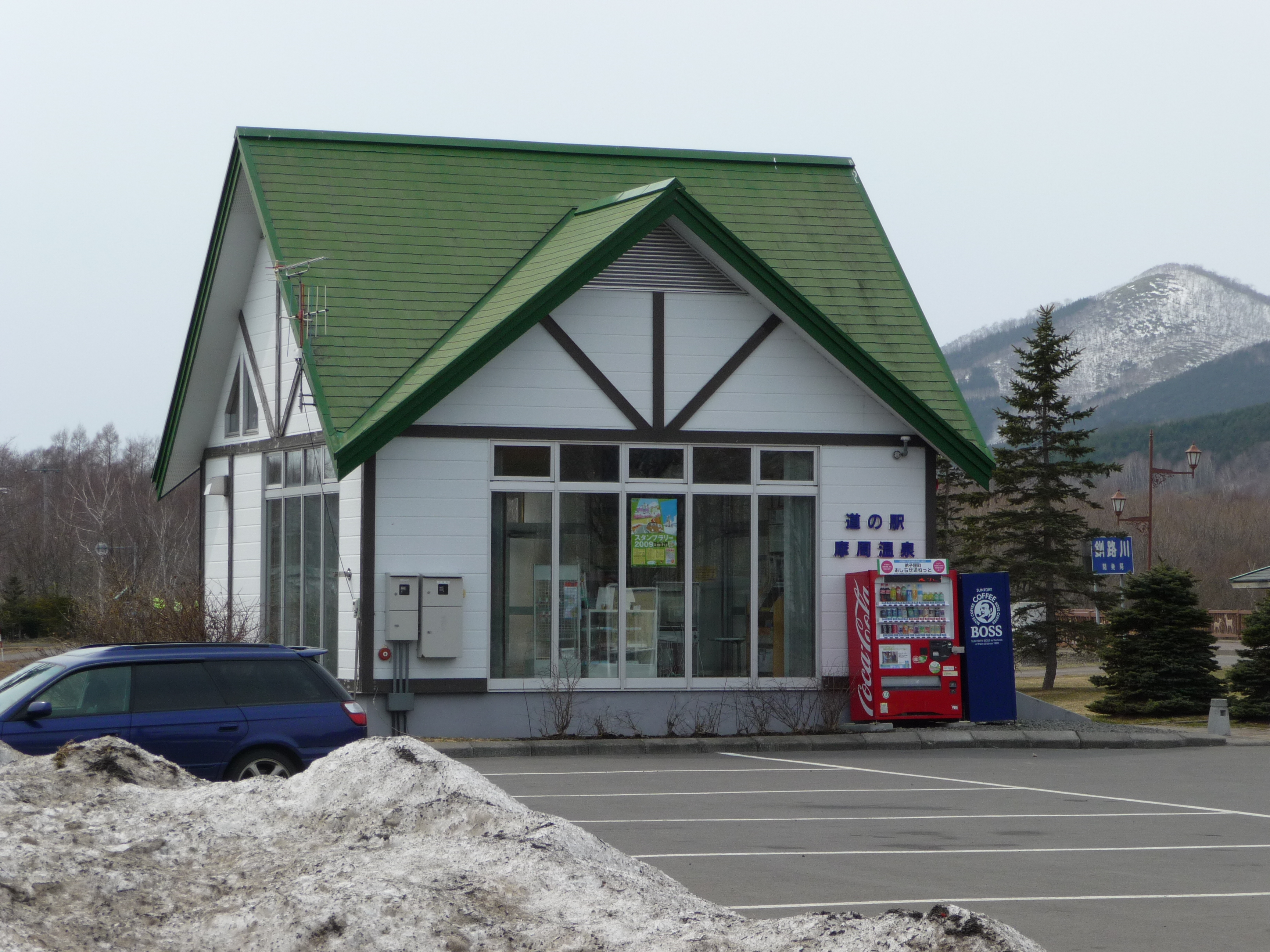
旧施設（2009年）

道の駅摩周温泉（みちのえき ましゅうおんせん）は、北海道川上郡弟子屈町にある国道241号の道の駅である。2018年（平成30年）に重点道の駅に選定された。

## 概要
1993年（平成5年）4月に道の駅として登録された。
2011年（平成23年）7月には新たな施設にリニューアルオープンした。床面積は890平方メートルと従来の15倍の広さになり、足湯も備えられた。

## 施設
- 駐車場
  - 普通車：33台
  - 大型車：4台
  - 身障者用：3台
- トイレ（いずれも、24時間利用可能）
  - 男：大 3器、小 8器
  - 女：8器
  - 身障者用：3器
- 公衆電話：1台
- 観光案内所
- 売店（8:00 - 18:00、11月 - 4月は9:00 - 17:00）
- レストランホームスィートホーム（8:00 - 18:00、11月 - 4月は9:00 - 17:00）
- 足湯（24時間）

## 休館日
- 年末年始（12月30日 - 1月3日）

## アクセス
- 国道241号 - 登録路線

## 周辺
- 釧路川
- JR北海道 釧網本線 摩周駅
- 弟子屈町役場
- 摩周湖
- 屈斜路湖
- アトサヌプリ（硫黄山）
- 摩周温泉
- 川湯温泉